# マイケル・デル
マイケル・ソール・デル（英語: Michael Saul Dell, 1965年2月23日 - ）は、アメリカ合衆国の実業家。デル・テクノロジーズの創設者にして会長兼最高経営責任者。

## 経歴

### 若年期
テキサス州ヒューストンに住む、裕福なユダヤ人の家庭で生まれ育つ。父は、歯科矯正医。苗字は本来タール（Thal;「谷」）で、デルとはそれを英語化した苗字である。株式仲買人である母の影響で、早くから商才を発揮したデルは、12歳の頃に流行していた切手収集に着目し、切手のカタログを作成して雑誌に広告を出し、2,000ドルを稼いでいる。16歳の頃には、新聞の新規購読勧誘のアルバイトで新婚家庭や転居者に的を絞ったアプローチを行い、18,000ドルを稼いだ。
やがてコンピュータに興味を持ちだし、15歳の頃に買ってもらったApple IIを好奇心から分解する。店頭に売られているコンピュータを分解し、強化されたコンポーネントで組み立ててアップグレードしては友人に販売していたデルは、やがてこれが大きなビジネスチャンスになると確信する。
しかし両親は医学部への進学を望み、1983年にテキサス大学オースティン校に入学する。在学中も、コンピュータをアップグレードして金を稼いだ。

### 起業
1984年、19歳の頃に、わずか1,000ドルの資金を元手に学生寮の自室でコンピュータ会社「PC's Limited」を起業。同年に大学を中退し、本格的な会社の経営に乗り出す。
「販売店やディーラーを介さず、注文生産の製品を直接顧客に販売する」というコンピュータ業界初の直販制度を採用したことで会社は急成長を遂げ、1988年には24歳で NASDAQ に株式公開を果たした。同年に社名を「デル・コンピュータ」と改める。1992年に会社はフォーチュン500入りを果たし、デルはフォーチュン500社中最も若い最高経営責任者になった。2003年には製品ラインを拡大し社名を「デル」に改名。
2004年7月には最高経営責任者職をそれまで最高執行責任者を務めていたケビン・ロリンズに譲った。2007年2月、ロリンズの辞任に伴い、最高経営責任者職に復帰している。
2013年2月には、企業買収ファンドと一緒にデルを自ら買収（レバレッジド・バイアウト）することを発表している。

### その他の活動

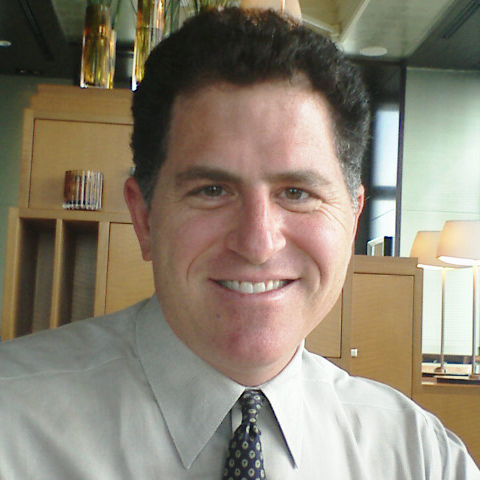
マイケル・デル（2006年）

1998年にベンチャーキャピタル MSD Capital を設立。1999年には、妻スーザンと共にマイケル&スーザン・デル基金を開設し、2006年5月に、母校テキサス大学オースティン校に5,000万ドルの寄付を行った。
デルは、世界経済フォーラムのFoundation Board、International Business Councilの実行委員、U.S. Business Councilのメンバー、インド商科大学院の理事会のメンバーでもある。米大統領の科学技術に関する諮問委員会の委員も務めた。

## 受賞歴
- 1989年 - Inc. 誌 "Entrepreneur of the Year"
- 1992年 - PC Magazine 誌 "Man of the Year"
- 1993年 - Financial World 誌 "CEO of the Year"
- 1996年-1999年 - BusinessWeek 誌 "The Top 25 Managers of the Year"
- 1998年 - Industry Week 誌 "CEO of the Year"
- 2001年 - Chief Executive 誌 "Chief Executive of the Year"
- 2002年 - BusinessWeek 誌 "The Best Managers of the Year"
- 2013年 - バウアー賞ビジネスリーダーシップ部門

## 著書
- Michael Dell, Catherine Fredman, Direct from Dell : Strategies That Revolutionized an Industry, HarperCollins, 2000, ISBN 0-88730-915-1
  - 國領二郎（監訳）、吉川明希（訳） 『デルの革命 「ダイレクト」戦略で産業を変える』 日本経済新聞社、2000年、ISBN 4-532-19011-8